# Bombardowanie Monachium
Bombardowanie Monachium – naloty lotnicze wojsk alianckich podczas II wojny światowej na Monachium, miasto w południowych Niemczech i stolicę Bawarii.
Bombardowania miały miejsce głównie w późniejszych etapach II wojny światowej. Monachium było i jest ważnym niemieckim miastem, zarówno pod względem kulturalnym, jak i przemysłowym. Augsburg, położony 60 km na zachód, był (i nadal jest) głównym ośrodkiem produkcji silników wysokoprężnych, został również mocno zbombardowany podczas wojny. Mimo znacznej odległości od Wielkiej Brytanii, Monachium nie było trudne do zlokalizowania z powietrza, głównie ze względu na swój rozmiar i prawdopodobnie bliskość austriackich Alp na południowym wschodzie jako wizualnego punktu odniesienia. Monachium było (na początku wojny) chronione przez swoją odległość od Wielkiej Brytanii. Po niewielkim nalocie w listopadzie 1940 roku miasto nie było zbytnio atakowane przez bombowce aż do 1944 roku.
Monachium zostało zbombardowane przez RAF i Siły Powietrzne Armii Stanów Zjednoczonych. Przeprowadzono siedemdziesiąt cztery naloty na Monachium, w których zginęły 6632 osoby, a 15 800 zostało rannych. Około 90% starego Miasta (Altstadt) zostało poważnie zniszczone w wyniku polityki bombardowań dywanowych (Flächenbombardement). Największy atak miał miejsce w nocy z 24 na 25 kwietnia 1944 roku. Monachium było uważane za szczególny cel alianckich bombardowań również ze względów propagandowych, ponieważ było „stolicą nazistowskiego ruchu”, miejscem narodzin partii NSDAP. Na początku istnienia Rzeszy Niemieckiej w 1939 r. Monachium liczyło około 830 000 mieszkańców i było czwartym co do wielkości miastem w Niemczech.

## Zniszczenia
Na miasto spadło około 450 dużych bomb (Luftminen, około 4000 funtów), 61 000 bomb o dużej sile rażenia i około 3 316 000 4-funtowych magnezowych bomb zapalających (Stabbrandbombe, opracowanych przez ICI). Około 50% całego Monachium zostało uszkodzone. Całkowitemu lub częściowemu zniszczeniu uległo 81 500 domów, co spowodowało pozbawienie dachu nad głową około 300 000 mieszkańców. 4185 osób zostało rannych, a 139 zginęło. Najbardziej śmiercionośne bombardowanie miało miejsce 16 lipca 1944 r., z 1453 zabitymi i 4525 rannymi.